# Askims, Hisings och Sävedals domsaga
Askims, Hisings och Sävedals domsaga (länge benämnd Askim, Västra och Östra Hisings samt Sävedals domsaga) var en domsaga i Göteborgs och Bohus län, bildad 1870 av Askims, Östra Hisings och Västra Hisings häraders domsaga och en del av Göteborgs stad och Sävedals härads domsaga.
Domsagan lydde under Göta hovrätt till 1948, därefter till Hovrätten för Västra Sverige. Domsagan omfattade häraderna Askim, Västra Hising, Östra Hising och Sävedal. Domsagan delades 1 januari 1955 och verksamheten överfördes till Askims och Mölndals domsaga och Hisings, Sävedals och Kungälvs domsaga.

## Tingslag
- Askims tingslag till 1888
- Västra och Östra Hisings tingslag till 1888
- Sävedals tingslag till 1888
- Askims, Hisings och Sävedals tingslag från 1888